# Красный Май (Чарышский район)
Красный Май — село в Чарышском районе Алтайского края. До 4 марта 2022 года входило в состав сельского поселения Маралихинский сельсовет.

## География
Расположено на реке Березовка (приток Маралихи), в 4 км к северо-востоку от центра сельского поселения села Маралиха.

## Население
| 1997 | 1998 | 1999 | 2000 | 2001 | 2002 |
| ---- | ---- | ---- | ---- | ---- | ---- |
| 160  | ↘129 | ↗135 | ↗139 | ↘134 | ↗162 |
| 2003 | 2004 | 2005 | 2006 | 2007 | 2008 |
| ↘161 | ↘159 | ↗161 | ↘158 | ↘144 | ↘142 |
| 2009 | 2010 | 2011 | 2012 | 2013 | 2019 |
| ↘138 | ↘125 | ↗127 | ↘118 | ↘116 | ↘100 |

Национальный состав
Согласно результатам переписи 2002 года, в национальной структуре населения русские составляли 90 %.